# Olympische Sommerspiele 2024/Leichtathletik – 110 m Hürden (Männer)
Der 110-Meter-Hürdenlauf der Männer bei den Olympischen Spielen 2024 in Paris fand zwischen dem 4. August 2024 und dem 8. August 2024 im Stade de France statt.

## Aktuelle Titelträger
| Olympiasieger                        | Hansle Parchment ( Jamaika)              | 13,04 s | Tokio 2020     |
| Weltmeister                          | Grant Holloway ( Vereinigte Staaten)     | 12,96 s | Budapest 2023  |
| Europameister                        | Lorenzo Simonelli ( Italien)             | 13,05 s | Rom 2024       |
| Nord-/Zentralamerika-/Karibikmeister | Freddie Crittenden ( Vereinigte Staaten) | 13,00 s | Freeport 2022  |
| Südamerikameister                    | Eduardo de Deus ( Brasilien)             | 13,59 s | São Paulo 2023 |
| Asienmeister                         | Shunya Takayama ( Japan)                 | 13,29 s | Bangkok 2023   |
| Afrikameister                        | Louis François Mendy ( Senegal)          | 13,49 s | Douala 2024    |
| Ozeanienmeister                      | Tayleb Willis ( Australien)              | 13,56 s | Suva 2024      |

## Rekorde

### Bestehende Rekorde
| Weltrekord         | Aries Merritt ( Vereinigte Staaten) | 12,80 s | Brüssel, Belgien           | 7. September 2012 |
| Olympischer Rekord | Liu Xiang ( China)                  | 12,91 s | Finale Athen, Griechenland | 27. August 2004   |

## Vorläufe
4. August 2024, 11:50 Uhr
Für das Halbfinale qualifizierten sich die ersten drei Athleten aller fünf Vorläufe sowie die Athleten mit den drei schnellsten restlichen Zeiten. Alle restlichen Athleten mit gültigen Leistungen (nicht DSQ, DNF oder DNS) qualifizierten sich für die Hoffnungsrunde.

### Vorlauf 1
Wind: +0,1 m/s
| Rang | Athlet          | Nation      | Zeit (s) | Anmerkung |
| ---- | --------------- | ----------- | -------- | --------- |
| 1    | Rachid Muratake | Japan       | 13,22    | Q         |
| 2    | Enrique Llopis  | Spanien     | 13,28    | Q         |
| 3    | Eduardo de Deus | Brasilien   | 13,37    | Q         |
| 4    | Manuel Mordi    | Deutschland | 13,48    | Re        |
| 5    | Raphaël Mohamed | Frankreich  | 13,61    | Re        |
| 6    | John Cabang     | Philippinen | 13,66    | Re        |
| 7    | Jakub Szymański | Polen       | 13,75    | Re        |
| 8    | Martín Sáenz    | Chile       | 13,83    | Re        |

### Vorlauf 2
Wind: 0,0 m/s
| Rang | Athlet               | Nation             | Zeit (s) | Anmerkung |
| ---- | -------------------- | ------------------ | -------- | --------- |
| 1    | Louis François Mendy | Senegal            | 13,31    | Q, SB     |
| 2    | Orlando Bennett      | Jamaika            | 13,35    | Q         |
| 3    | Michael Obasuyi      | Belgien            | 13,41    | Q         |
| 4    | Asier Martínez       | Spanien            | 13,47    | Re        |
| 5    | Amine Bouanani       | Algerien           | 13,58    | Re        |
| 6    | Enzo Diessl          | Österreich         | 13,63    | Re        |
| 7    | Dawid Jefremow       | Kasachstan         | 13,88    | Re        |
| 8    | Freddie Crittenden   | Vereinigte Staaten | 18,27    | Re        |

### Vorlauf 3
Wind: +1,1 m/s
| Rang | Athlet           | Nation             | Zeit (s) | Anmerkung |
| ---- | ---------------- | ------------------ | -------- | --------- |
| 1    | Xu Zhuoyi        | China              | 13,40    | Q         |
| 2    | Antoine Andrews  | Bahamas            | 13,421   | Q         |
| 3    | Daniel Roberts   | Vereinigte Staaten | 13,423   | Q         |
| 4    | Milan Traikovits | Zypern             | 13,425   | q         |
| 5    | Hansle Parchment | Jamaika            | 13,430   | q         |
| 6    | Rafael Pereira   | Brasilien          | 13,47    | Re, SB    |
| 7    | Craig Thorne     | Kanada             | 13,60    | Re        |
| 8    | Krzysztof Kiljan | Polen              | 13,67    | Re        |

### Vorlauf 4
Wind: +0,3 m/s
| Rang | Athlet            | Nation         | Zeit (s) | Anmerkung |
| ---- | ----------------- | -------------- | -------- | --------- |
| 1    | Jason Joseph      | Schweiz        | 13,26    | Q         |
| 2    | Lorenzo Simonelli | Italien        | 13,263   | Q         |
| 3    | Shunsuke Izumiya  | Japan          | 13,270   | Q         |
| 4    | Tade Ojora        | Großbritannien | 13,35    | q, SB     |
| 5    | Wilhem Belocian   | Frankreich     | 13,48    | Re, SB    |
| 6    | Liu Junxi         | China          | 13,54    | Re        |
| 7    | Elie Bacari       | Belgien        | 13,66    | Re        |
| 8    | Damian Czykier    | Polen          | 13,99    | Re        |

### Vorlauf 5
Wind: +0,7 m/s
| Rang | Athlet                  | Nation              | Zeit (s) | Anmerkung |
| ---- | ----------------------- | ------------------- | -------- | --------- |
| 1    | Grant Holloway          | Vereinigte Staaten  | 13,01    | Q         |
| 2    | Rasheed Broadbell       | Jamaika             | 13,42    | Q         |
| 3    | Sasha Zhoya             | Frankreich          | 13,43    | Q         |
| 4    | Shunya Takayama         | Japan               | 13,46    | Re        |
| 5    | Tayleb Willis           | Australien          | 13,63    | Re        |
| 6    | Qin Weibo               | Volksrepublik China | 13,64    | Re        |
| 7    | Elmo Lakka              | Finnland            | 13,84    | Re        |
|      | Yaqoub Mohamed al-Youha | Kuwait              | DNF      |           |

## Hoffnungsrunde
6. August 2024, 10:50 Uhr
Für das Halbfinale qualifizierten sich die ersten zwei Athleten aller drei Hoffnungsläufe.

### Hoffnungslauf 1
Wind: +0,2 m/s
| Rang | Athlet             | Nation             | Zeit (s) | Anmerkung |
| ---- | ------------------ | ------------------ | -------- | --------- |
| 1    | Freddie Crittenden | Vereinigte Staaten | 13,42    | Q         |
| 2    | Asier Martínez     | Spanien            | 13,46    | Q         |
| 3    | Liu Junxi          | China              | 13,52    |           |
| 4    | Enzo Diessl        | Österreich         | 13,56    |           |
| 5    | Craig Thorne       | Kanada             | 13,62    |           |
| 6    | Krzysztof Kiljan   | Polen              | 13,73    |           |
| 7    | Elmo Lakka         | Finnland           | 13,75    |           |

### Hoffnungslauf 2
Wind: −0,5 m/s
| Rang | Athlet          | Nation      | Zeit (s) | Anmerkung |
| ---- | --------------- | ----------- | -------- | --------- |
| 1    | Rafael Pereira  | Brasilien   | 13,536   | Q         |
| 2    | Raphaël Mohamed | Frankreich  | 13,538   | Q         |
| 3    | Amine Bouanani  | Algerien    | 13,539   |           |
| 4    | Manuel Mordi    | Deutschland | 13,55    |           |
| 5    | Damian Czykier  | Polen       | 13,71    |           |
|      | Dawid Jefremow  | Kasachstan  | DSQ      | TR16.8    |
|      | John Cabang     | Philippinen | DNS      |           |

### Hoffnungslauf 3
Wind: −1,1 m/s
| Rang | Athlet          | Nation              | Zeit (s) | Anmerkung |
| ---- | --------------- | ------------------- | -------- | --------- |
| 1    | Qin Weibo       | Volksrepublik China | 13,44    | Q         |
| 2    | Wilhem Belocian | Frankreich          | 13,445   | Q, SB     |
| 3    | Shunya Takayama | Japan               | 13,450   |           |
| 4    | Jakub Szymański | Polen               | 13,63    |           |
| 5    | Tayleb Willis   | Australien          | 13,67    |           |
| 6    | Martín Sáenz    | Chile               | 13,95    |           |
| 7    | Elie Bacari     | Belgien             | 14,13    |           |

## Halbfinale
7. August 2024, 19:05 Uhr
Für das Finale qualifizierten sich die ersten zwei Athleten der drei Läufe sowie die Athleten mit den zwei schnellsten restlichen Zeiten.

### Lauf 1
Wind: +0,1 m/s
| Rang | Athlet           | Nation              | Zeit (s) | Anmerkung |
| ---- | ---------------- | ------------------- | -------- | --------- |
| 1    | Grant Holloway   | Vereinigte Staaten  | 12,98    | Q         |
| 2    | Enrique Llopis   | Spanien             | 13,17    | Q         |
| 3    | Hansle Parchment | Jamaika             | 13,19    | q, =SB    |
| 4    | Rachid Muratake  | Japan               | 13,26    | q         |
| 5    | Michael Obasuyi  | Belgien             | 13,36    |           |
| 6    | Qin Weibo        | Volksrepublik China | 13,408   |           |
| 7    | Raphaël Mohamed  | Frankreich          | 13,410   |           |
| 8    | Antoine Andrews  | Bahamas             | 13,43    |           |

### Lauf 2
Wind: −0,1 m/s
| Rang | Athlet               | Nation             | Zeit (s) | Anmerkung |
| ---- | -------------------- | ------------------ | -------- | --------- |
| 1    | Rasheed Broadbell    | Jamaika            | 13,21    | Q         |
| 2    | Freddie Crittenden   | Vereinigte Staaten | 13,23    | Q         |
| 3    | Louis François Mendy | Senegal            | 13,334   |           |
| 3    | Sasha Zhoya          | Frankreich         | 13,334   |           |
| 5    | Lorenzo Simonelli    | Italien            | 13,38    |           |
| 6    | Jason Joseph         | Schweiz            | 13,43    |           |
| 7    | Tade Ojora           | Großbritannien     | 13,47    |           |
| 8    | Rafael Pereira       | Brasilien          | 13,87    |           |

### Lauf 3
Wind: +0,6 m/s
| Rang | Athlet           | Nation             | Zeit (s) | Anmerkung |
| ---- | ---------------- | ------------------ | -------- | --------- |
| 1    | Orlando Bennett  | Jamaika            | 13,09    | Q, PB     |
| 2    | Daniel Roberts   | Vereinigte Staaten | 13,10    | Q         |
| 3    | Shunsuke Izumiya | Japan              | 13,316   |           |
| 3    | Milan Traikovits | Zypern             | 13,316   | SB        |
| 5    | Asier Martínez   | Spanien            | 13,35    |           |
| 6    | Eduardo de Deus  | Brasilien          | 13,44    |           |
| 7    | Xu Zhuoyi        | China              | 13,48    |           |
| 8    | Wilhem Belocian  | Frankreich         | 13,52    |           |

## Finale
8. August 2024, 21:45 Uhr
Wind: −0,1 m/s
| Rang | Athlet             | Nation             | Zeit (s) | Anmerkung |
| ---- | ------------------ | ------------------ | -------- | --------- |
| 1    | Grant Holloway     | Vereinigte Staaten | 12,99    |           |
| 2    | Daniel Roberts     | Vereinigte Staaten | 13,085   |           |
| 3    | Rasheed Broadbell  | Jamaika            | 13,088   | SB        |
| 4    | Enrique Llopis     | Spanien            | 13,20    |           |
| 5    | Rachid Muratake    | Japan              | 13,21    |           |
| 6    | Freddie Crittenden | Vereinigte Staaten | 13,32    |           |
| 7    | Orlando Bennett    | Jamaika            | 13,34    |           |
| 8    | Hansle Parchment   | Jamaika            | 13,39    |           |